# Mondo Lirondo
Mondo Lirondo és una sèrie de còmics humorístics publicats en format comic-book per un grup d'autors anomenats La Penya entre 1993 i 1997. És una de les obres més destacades del còmic espanyol dels anys noranta.

## Trajectòria
La Penya estava format per quatre estudiants de Belles Arts de la Universitat de Barcelona: José Miguel Álvarez, Albert Monteys, Ismael Ferrer i Álex Fito. Els quatre quedaven per improvisar idees mentrestant un d'ells les anava dibuixant.
Es varen publicar un total de 8 comic-books, en blanc i negre, numerats del 0 al 7. Del nombre zero se'n feren dues edicions (setembre del 1993 i octubre del 1995). La publicació fou a càrrec de Ediciones Camaleón, una editorial independent de còmics espanyola amb una vida molt curta però que assolí certa rellevància durant els anys noranta.
El nombre 7 ja no es va fer en comú, ja que s'havíen separat quan acabaren la carrera.
El 2002, l'editorial Glénat va recopilar en un sol tom totes les historietes de la sèrie (Mondo Lirondo: The Ultimate Collection).

## Argument i estil
"Mondo Lirondo" tenia un caràcter essencialment paròdic. Apareixen elements propis de diferents gèneres narratius, i nombroses referències a la cultura popular. La sèrie combina influències del manga i del còmic estatunidenc, en especial Disney i Robert Crumb. Des del punt de vista formal, destaca la utilització de diferents formato narratius (des de la història llarga fins a la tira de tres o quatre vinyetes), així com els enquadraments utilitzats.
El còmic, protagonitzat per animals, vegetals i fins i tot minerals antropomòfics, desenvolupa diferents línies argumentals, algunes d'elles molt breus, semblants a tires còmiques, i altres de major extensió, seguint un poc el model de Love & Rockets. A la trama principal, d'estètica pseudopolicíaca, s'hi veuen mesclats personatges com el freakie Topolino el Topo; un estrany grup d'atracadors format per Antonio el Elefante, Ricardo la Termita i Enrique el Murciélago; la parella homosexual formada pel pollastre Fray Chiquen i Limón Gazmoño; la puça Annabelle, que es dedica a la prostitució; i els policies, l'inspector Caracolín i el seu ajudant Waldo (una marieta promiscua). Altres personatges que tenen menys importància a la trama principal són Jack la Piedra, Jeremías el Pez Explorador i les Moscas del Apocalipsis.

## Premis
Mondo Lirondo va ser guardonat amb el premi al millor fanzine del Saló del Còmic de Barcelona el 1994. Dos dels integrants del col·lectiu La Penya obteniren amb posterioritat el premi a l'autor revelació en el mateix certamen: Albert Monteys (1997), i Álex Fito (2000).